# 무사 소우
무사 소우(Moussa Sow, 1986년 1월 19일 ~ )는 프랑스에서 태어난 세네갈의 전 축구 선수이다. 현역 시절 포지션은 공격수였다.